# Gontram van Bourgondië

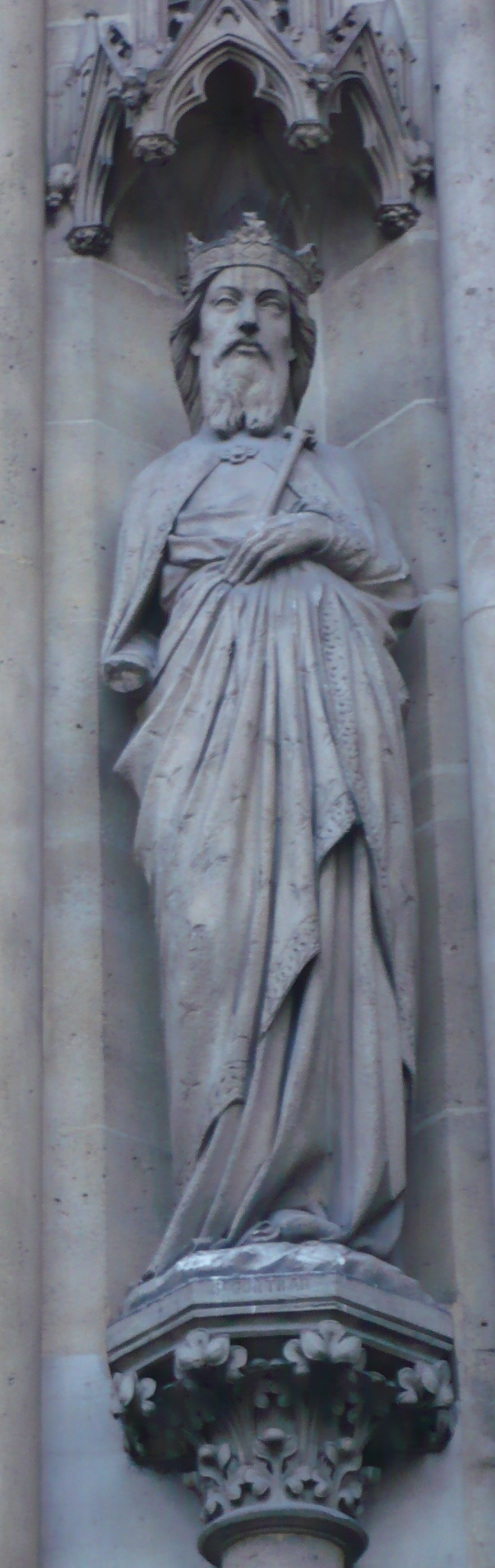
Gontram

De heilige Gontram of Gunthram (ca 545 - Chalon-sur-Saône, 28 maart 592) was een zoon van koning Chlotarius I en Ingund en de jongste broer van koning Charibert I van Neustrië, Chilperik I van Soissons en Sigebert I van Austrasië. Gontram werd in 561 koning van Orléans en in 567 ook koning van Bourgondië, Marseille en Arles.
Hij was met Mercatrudis getrouwd maar scheidde later van haar. Nadat Mercatrudis ziek werd, liet hij haar dokter vermoorden. Hierna bekeerde hij zich tot het christendom. Hij was een bedreven diplomaat en steunde de Kerk. Wellicht werd hij daarom gunstig geportretteerd door Gregorius van Tours. Gontram was geliefd bij zijn volk, ondanks dat hij verantwoordelijk was voor bloedige gewelddaden.
Zijn veldtochten voerde hij tegen de Bretoenen en tegen de Wisigoten gelegerd in het restland Septimanië. Gontram voerde manifest een anti-Gotische politiek, en dit omwille van zijn drang naar gebiedsuitbreiding. Zijn oudere broer Sigebert I en zijn schoonzus Brunhilde, zelf een Gotische prinses, daarentegen voerden een pro-Gotische politiek vanuit Austrasië. Dit leidde tot een gespannen verhouding tussen Bourgondië-Orléans en Austrasië. De spanning liep nog op toen Gontram de Longobarden in Noord-Italië steunde tegen de Byzantijnen in Midden-Italië; Austrasië steunde dan weer de Byzantijnen. Gontram kon met moeite een opstand van een zekere Gundowald onderdrukken, die gestuurd werd door de Byzantijnen en die zichzelf ook een Merovinger noemde.
Na de dood van zijn broer Sigebert I van Austrasië verbeterde de relatie tussen Gontram en het Austrasische hof aanzienlijk. Deze vriendschap werd vastgelegd in het Verdrag van Andelot tussen Gontram en Sigebert's weduwe Brunhilde. Gontram adopteerde zelfs Sigebert's zoon Childebert II als opvolger voor zijn koninkrijk.
Gontram had vijf kinderen bij drie vrouwen, waarvan er slechts een de volwassen leeftijd bereikte.
Hij stierf in Chalon-sur-Saône in 592 en werd begraven, in de buurt, in de abdijkerk van Saint-Marcel-lès-Chalon (een abdij die Gontram zelf gesticht had) in het plaatsje Saint-Marcel. Het graf van Gontram werd later zwaar gehavend door de hugenoten.
Zijn koninkrijk werd door zijn neef, Childebert II overgenomen, zoals overeengekomen met Childebert's moeder Brunhilde.
Zijn naamdag is op 28 maart. Gontram is de patroonheilige van echtgescheidenen, moordenaars en bewakers.